# Contea di Summit (Utah)
La contea di Summit, in inglese Summit County, è una contea dello Stato dello Utah, negli Stati Uniti. Il capoluogo è Coalville.

## Geografia
La contea si trova nel nord-est dello Stato. La porzione orientale è dominata dai monti Uinta, mentre a ovest si estende la valle che precede i monti Wasatch.

### Contee confinanti
- Contea di Rich - nord
- Contea di Uinta (Wyoming) - nord
- Contea di Sweetwater (Wyoming) - nord-est
- Contea di Daggett - est
- Contea di Duchesne - sud
- Contea di Wasatch - sud
- Contea di Salt Lake - sud-ovest
- Contea di Morgan - nord-ovest

## Storia
Per migliaia di anni l'area fu occupata da nativi Shoshone e Ute, fino all'arrivo dei mormoni nel 1847. La contea fu fondata nel 1854 e fu chiamata così per l'elevato numero di cime (in inglese summit) presenti nel territorio.

## Comuni

### Cities
- Coalville (capoluogo)
- Kamas
- Oakley
- Park City

### Towns
- Francis
- Henefer

### Census-designated places
- East Basin
- Echo
- Hoytsville
- Marion
- Peoa
- Samak
- Silver Summit
- Snyderville
- Summit Park
- Wanship
- Woodland